# Card Application Toolkit
Card Application Toolkit est un standard spécifié par l'European Telecommunications Standards Institute ; c'est un ensemble d'applications pouvant être installées sur les cartes SIM, permettant d'activer certaines fonctions désirées par les opérateurs (comme la météo par exemple), mais aussi de prendre le contrôle des différents éléments du téléphone (micro, caméra, appels, SMS).
Ce protocole est le successeur et une version plus générique du SIM Application Toolkit (en) utilisé pour la 2G et du USIM Application Toolkit (en) utilisé pour la 3G.